# Juliusz Nagórski
Juliusz Nagórski (* 17. April 1887 in Warschau; † 7. August 1944 ebenda) war ein polnischer Architekt, Maler und Stadtplaner.

## Leben
Nagórski war Sohn von Adam und Walentyna Nagórski. Er hatte fünf Geschwister: zwei ältere Brüder, Zygmunt und Adam, einen jüngeren Bruder Bohdan und zwei Schwestern, Hanna und Walentyna. Er wuchs in Nałęczów auf.
Nagórski schloss das staatliche Realgymnasium in Warschau ab. Er war künstlerisch vielfältig begabt. Ab 1904 studierte er an der Fakultät der Ingenieur- und Bauwissenschaften des Polytechnischen Instituts und gleichzeitig an der Warschauer Schule der Schönen Künste. Wegen Schließung des Instituts nach einem Studentenstreik 1905, ging er nach Frankreich. Dort nahm er das Studium im Bereich der Architektur an der École nationale supérieure des beaux-arts de Paris auf, im Bereich des Zeichnens an der Académie Julian. Während des Studiums wurde er mit fünf Medaillen für seine Wettbewerbs- und Schularbeiten ausgezeichnet und machte zwei Praktika: bei der Errichtung der Telefonstation „Cedergren“ in Warschau unter der Leitung von B. Brochwicz-Rogójski (1907) und beim Bau des neuen Theaters in Nancy (1908). Im Jahre 1909 erhielt er das Certificat d’études section d’architecture.

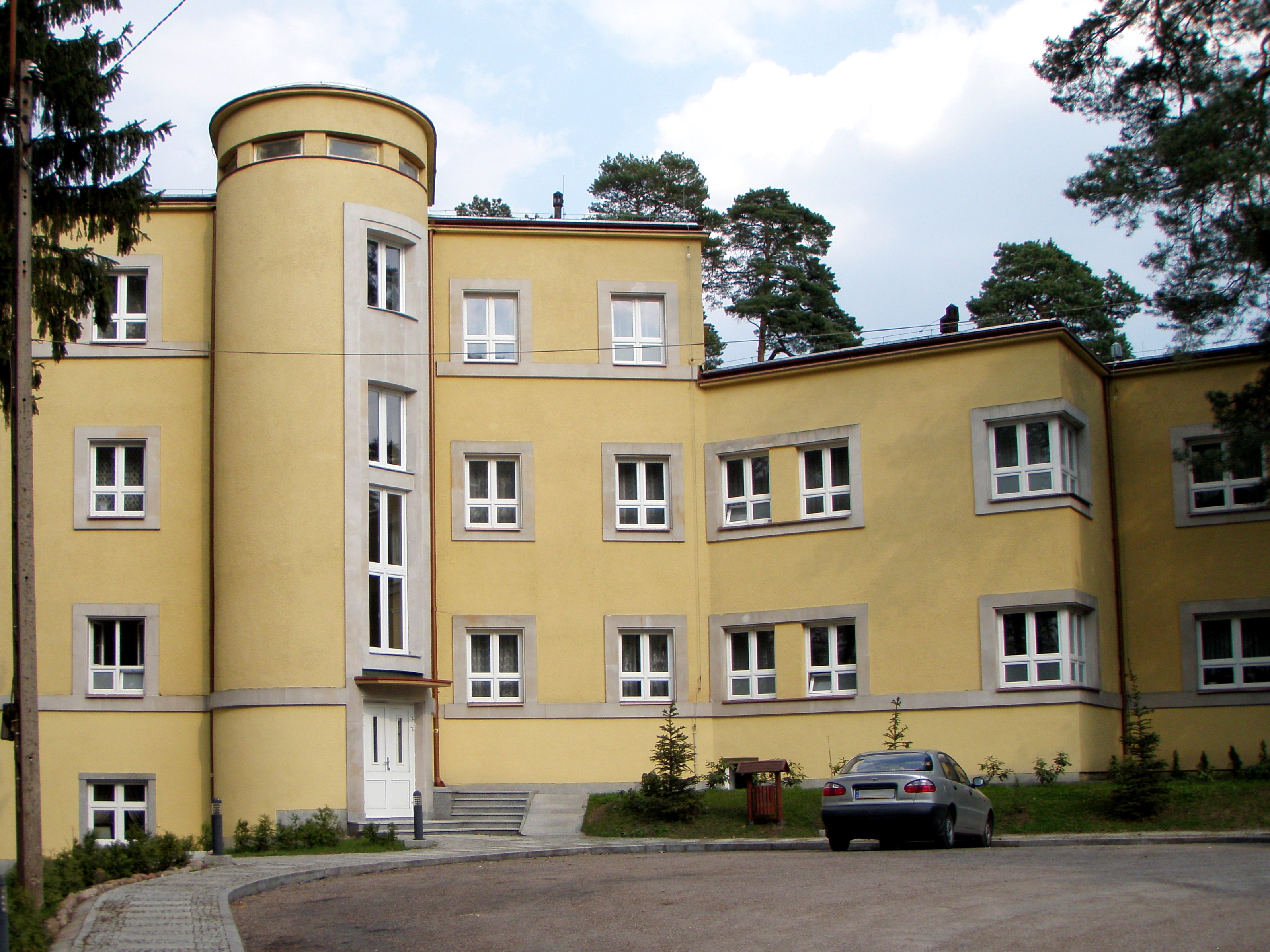
Der Offiziersyachtclub in Augustów

Nach der Rückkehr nach Polen arbeitete er als Architekt. Sein Schaffen aus dem Bereich der Architektur teilt sich deutlich in drei Stilphasen: die eklektische Etappe mit Elementen der Secession (bis 1914), das Beziehen auf die Zeit des Klassizismus (bis 1918) und der mäßige Modernismus (1930er Jahre). Im Rahmen seiner beruflichen Tätigkeit befasste er sich mit der Architektur, mit Arbeiten im Bereich Urbanistik und mit der Renovierung alter Bauten. Unter über 90 Entwürfe findet man Bibliotheken, Museen, Schulgebäude, Mietshäuser, eine Heilanstalt, Fabriken, Wohnhäuser, Verwaltungsgebäude und einen Bahnhof.

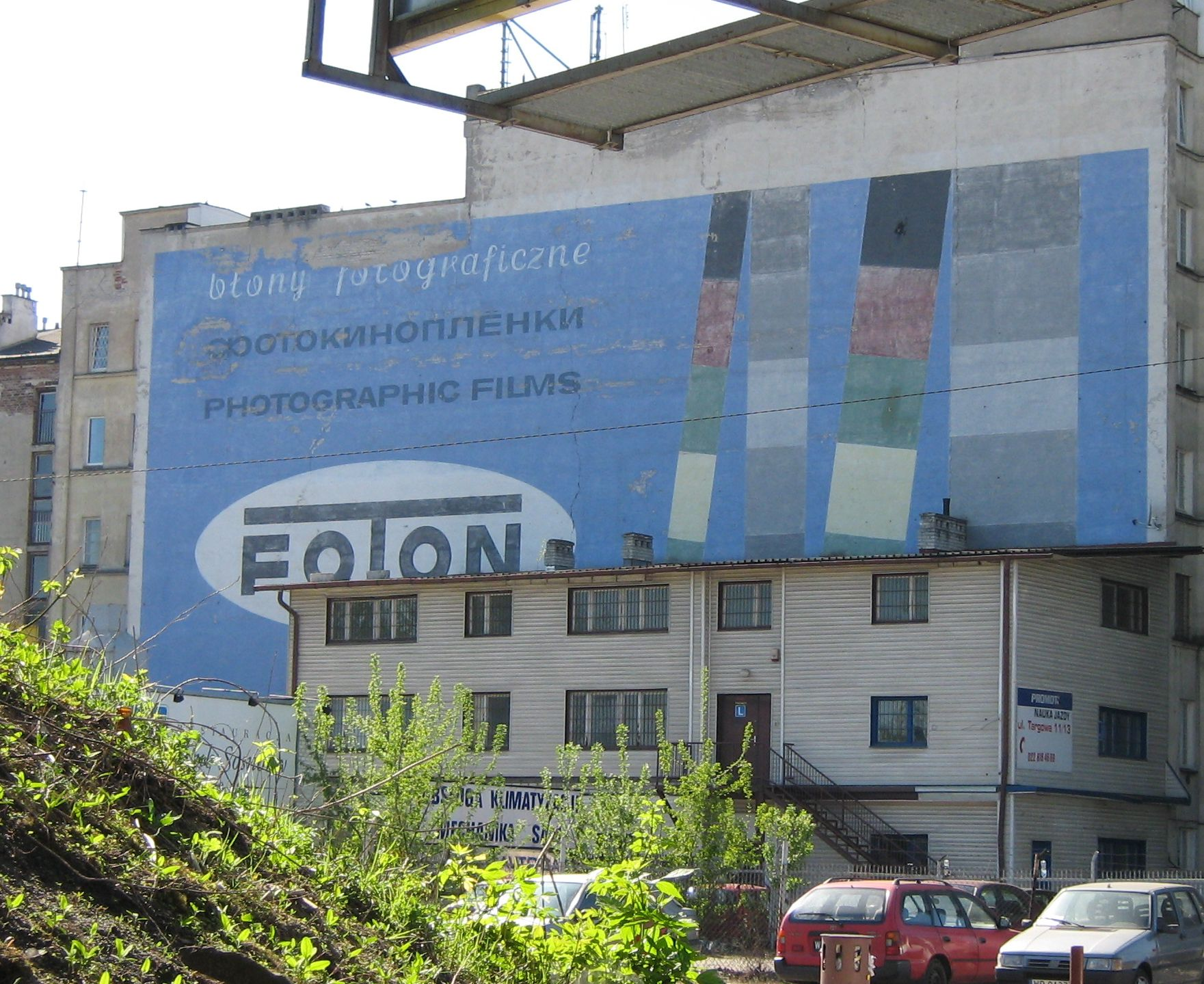
Haus Nr. 15 in der Warschauer Targowa-Straße

Außerdem schuf er Denkmäler, Inneneinrichtungen für Geschäfte, Büros, für eine Bank und eine Hauptpost, Kirchenaltäre, ein Einfahrtstor in einen privaten Tiergarten, ein Grabmal und eine Friedhofskapelle. Die interessantesten Arbeiten des Architekten in Warschau wurden im Krieg entweder zerstört (der Verlagssalon der „Polnischen Bibliothek“), beschädigt (der Offiziersjachtklub an der Weichsel) oder nach dem Krieg abgerissen (das Mietshaus von Jan Fruziński in der Marszałkowska-Straße, der Gebäudekomplex von G.G. Lardelle in der Polna-Straße).
Nagórskis Werke lassen einen deutlichen Einfluss des Stils der École des beaux-arts erkennen. Er blieb in seiner gesamten beruflichen Tätigkeit der französischen Kultur treu. Inspiriert haben ihn die Arbeiten von Architekten wie Michel Roux-Spitz, Henri Sauvage, Robert Mallet-Stevens und Le Corbusier. Er galt auch als ein begabter Dekorateur, Maler und Bildhauer, insbesondere seien Porträts waren beliebt.
Am Anfang des Kriegs leitete er ein Entwurfsbüro, indem er mit dem Bauunternehmen von R. Strzeszewski zusammenarbeitete. Das Büro beschäftigte sich mit dem Umbau und mit der Renovierung von historischen Gebäuden, die durch die deutschen Behörden übernommen wurden, u. a. der Palast des Ministerrats neben dem Präsidentenpalast. Er initiierte die Entstehung des Komitees für die Sicherung der Ruinen des Königsschlosses mit J. Radziwiłł als Mitvorsitzender, was ihm Verdächtigungen einer Zusammenarbeit mit dem Besatzer einbrachte.
Er war zwei Mal verheiratet: mit Jadwiga Kontkiewiczówna, der Cousine eines Fachkollegen, mit der er eine Tochter Wanda hatte und mit Halina Zyman.
Er kam ums Leben am Ende der ersten Woche des Warschauer Aufstands, wahrscheinlich bei der Hinrichtung der Männer auf dem Gebiet des sog. Janasz-Wochenmarkts an den Mirów-Hallen.